# Tapia de la Ribera
Tapia de la Ribera es una localidad española del municipio de Rioseco de Tapia, perteneciente a la provincia de León, en la comunidad autónoma de Castilla y León. 

## Geografía
La localidad está situada en la zona del Valle del Luna. 

## Historia
Hacia mediados del siglo XIX, el lugar, ya por entonces perteneciente al municipio Benllera, tenía contabilizada una población de doscientos habitantes. Aparece descrito en el decimocuarto volumen del Diccionario geográfico-estadístico-histórico de España y sus posesiones de Ultramar de Pascual Madoz con las siguientes palabras:

TAPIA DE LA RIBERA: l. en la prov. y part. jud. de Leon (4 leg.), dióc. de Oviedo, aud. terr. y c. g. de Valladolid, ayunt. de Benllera. sit. en llano, á la márg. izq. del rio Luna; su clima es templado y bastante sano. Tiene 50 casas; escuela de primeras letras; igl. parr. (Sta. Eulalia) servida por un cura de primer ascenso y patronato del estinguido conv. de Sto. Domingo de Leon; una ermita propiedad del vecindario, y buenas aguas potables. Confina con Rioseco de Tapia, Benllera y r. Luna. El terreno es de buena calidad, y le fertilizan las aguas del mencionado Luna. Los caminos son locales: recibe la correspondencia en la Magdalena. prod.: granos, legumbres, hortaliza, lino y pastos; cria ganados y alguna pesca. pobl.: 55 vec., 200 alm. contr.: con el ayunt.
(Madoz, 1849, p. 589)

En la actualidad, pertenece al municipio de Rioseco de Tapia. En 2023, la entidad singular de población tenía empadronados 72 habitantes y el núcleo de población, también 72.

## Patrimonio

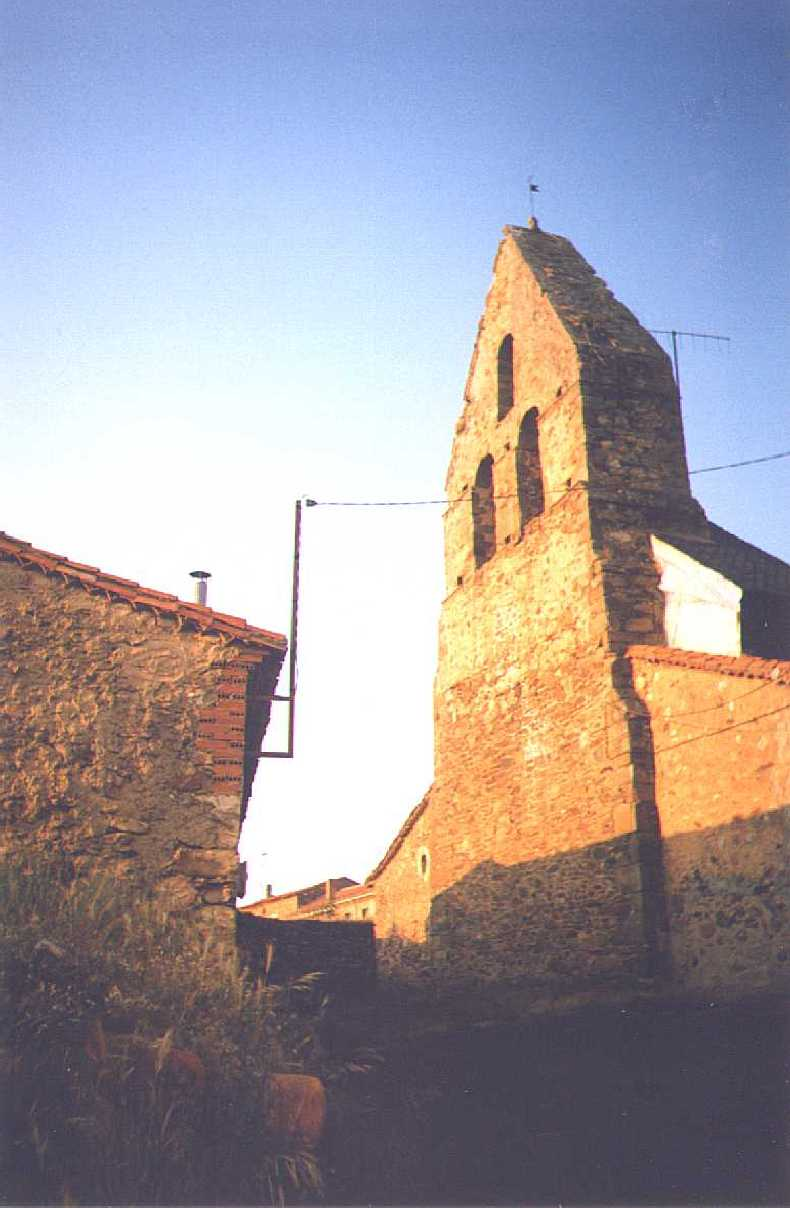
La iglesia de Santa Eulalia

Hay en la localidad una iglesia de Santa Eulalia. Las fiestas patronales en honor a San Mateo se celebran el día 21 de septiembre.[cita requerida]